# Alan Cranston

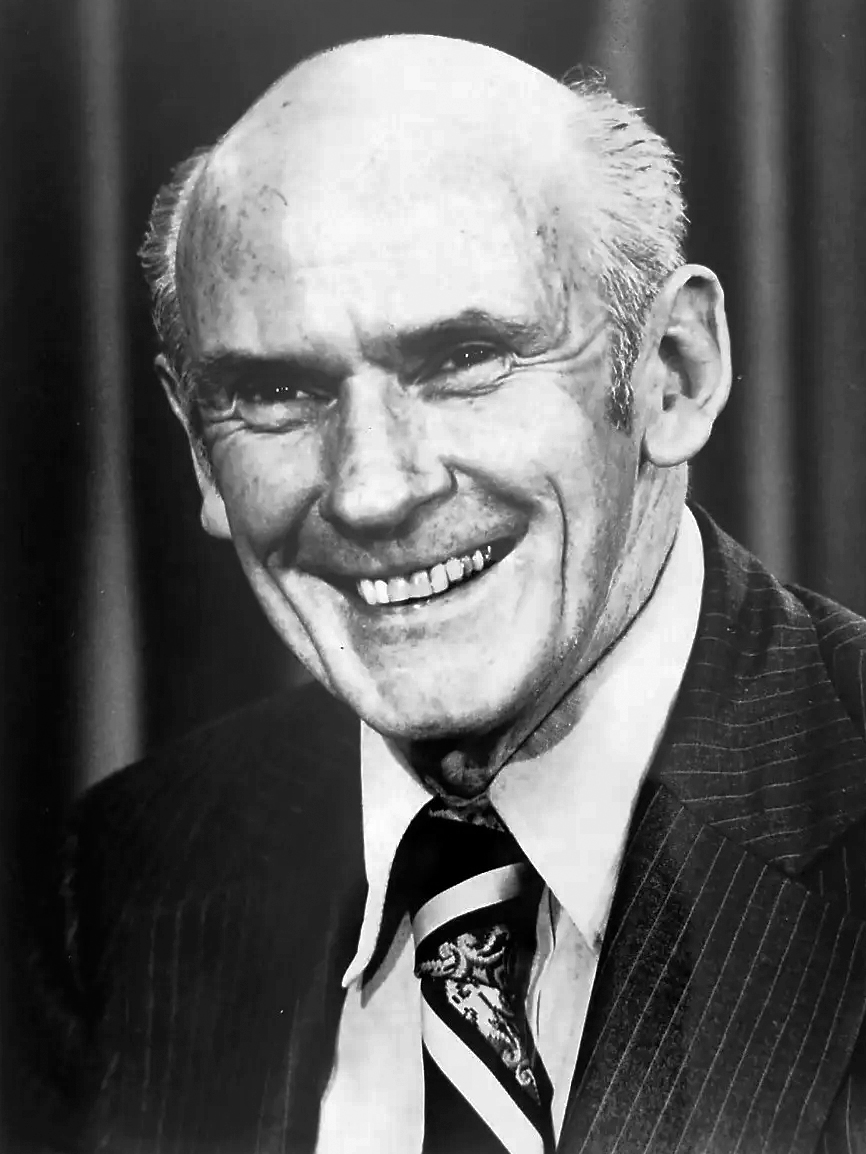
Alan Cranston

Alan MacGregor Cranston (* 19. Juni 1914 in Palo Alto, Santa Clara County, Kalifornien; † 31. Dezember 2000 in Los Altos, Santa Clara County, Kalifornien) war ein US-amerikanischer Politiker. Zwischen 1969 und 1993 vertrat er den Bundesstaat Kalifornien im US-Senat.

## Werdegang
Alan Cranston besuchte die öffentlichen Schulen in Los Altos, das Pomona College, und die Nationale Autonome Universität von Mexiko. Anschließend studierte er bis 1936 an der Stanford University. In den Jahren 1937 und 1938 arbeitete er für die Nachrichtenagentur International News Service. Dabei war er in England, Deutschland, Italien und Äthiopien eingesetzt. Zwischen 1940 und 1944 war er für das United States Office of War Information tätig. Dabei leitete er die Abteilung für Fremdsprachen (Chief, foreign language division). Im Jahr 1944 trat er in die United States Army ein und verblieb dort bis zum Ende des Zweiten Weltkriegs. Zwischen 1949 und 1952 leitete er die amerikanische Abteilung der Vereinigung United World Federalists. Seit Ende der 1940er Jahre war er ein Gegner von Nuklearwaffen, für deren Abschaffung er immer wieder eintrat.
Politisch schloss sich Alan Cranston der Demokratischen Partei an. Zwischen 1959 und 1967 bekleidete er das Amt des State Comptroller of California, der rangmäßig sogar noch über dem Finanzminister steht. Außerdem war er im Immobiliengeschäft tätig. Bei den Wahlen des Jahres 1968 wurde Cranston als Kandidat seiner Partei in den US-Senat gewählt, wo er am 3. Januar 1969 die Nachfolge von Thomas Kuchel antrat. Nach drei Wiederwahlen konnte er sein Mandat insgesamt vier Amtszeiten lang ausüben. Im Jahr 1992 verzichtete er auf eine weitere Kandidatur. Während seiner 24 Jahre im Senat bekleidete er mehrere führende Positionen innerhalb der Demokratischen Fraktion. Zwischen 1987 und 1993 leitete er den Ausschuss für Veteranen-Angelegenheiten. Im Jahr 1984 bewarb er sich erfolglos um die Nominierung durch seine Partei als Kandidat für die Präsidentschaftswahlen. Im November 1991 wurde er vom Ethik-Ausschuss wegen einer Geldspendenaffäre gerügt. Etwa zur gleichen Zeit erkrankte er an Prostatakrebs. Seine Zeit nach dem Ende seiner Kongresslaufbahn widmete er unter anderem dem Kampf zur Abschaffung von Nuklearwaffen. Alan Cranston starb am 31. Dezember 2000.